# アスレチックス (MLB)
アスレチックス（英語: Athletics、略称: ATH）は、メジャーリーグベースボール（以下、MLB）アメリカンリーグ西地区所属のプロ野球チーム。2024年まではオークランド・アスレチックスと言う名称であったが、2028年からのネバダ州ラスベガスへの移転に先駆け、2025年シーズンより地名を冠さないアスレチックスの名称となっている。現在の本拠地はカリフォルニア州ウェストサクラメントにあるサター・ヘルス・パーク。チーム名が長いことから「A's（エーズ）」と略称でも呼ばれる。

## 概要
アメリカンリーグ創設時から存在し、ワールドシリーズ制覇9回・リーグ優勝15回を有する古豪球団。

### 略歴
1901年にペンシルベニア州フィラデルフィアで創設され、同年のリーグ発足以来アメリカンリーグに所属する。20世紀前半、コニー・マックが50年以上にわたって監督を務め、後半はオーナーも兼ねた（現在はオーナーが監督、コーチまたは選手となることはできない）。1931年までに9回のア・リーグ優勝と5回のワールドチャンピオンに輝いている。
1955年にミズーリ州カンザスシティに移転。1960年にはチャーリー・O・フィンリーがオーナーに就任し、この名物オーナーの下で大変革が行われた。1968年にカリフォルニア州オークランドに移転。1970年代にはオーナーの奨励で選手達が揃って長髪に口髭を蓄え、「マスターシュ（口ひげ）・ギャング」として恐れられた。
リーグ3連覇した1988年 - 1990年以降は選手の年俸高騰に苦しむが、2000年代前半からはビリー・ビーンGMによるセイバーメトリクスを重視したチーム作りが注目されるようになった。

### 白い象
現在ユニフォームの袖につけられているマークや、球団マスコット“ストンパー”のモチーフとなった「白い象」は、1902年にニューヨーク・ジャイアンツ（現在のサンフランシスコ・ジャイアンツ）の監督となったジョン・マグローが、新興チームのフィラデルフィア・アスレチックス（当時の名称）を蔑んで「白い象」と形容したことに由来する。ここでいう「白い象」とは、英語で「無用の長物」を意味する。
マグロー発言以降、「白い象」という表現はアスレチックス自身やアスレチックスファンによって意趣返しのスローガンとして使われるようになった。1902年のアメリカンリーグでアスレチックスが優勝した時には、優勝パレードに白い象をかたどったフロート車が登場した。コニー・マックの率いるアスレチックスがマグローの率いるジャイアンツと1905年のワールドシリーズで初めて対戦した際には、試合のパンフレットにも白い象が描かれた。このシリーズでアスレチックスは敗れたが、同チーム・同監督の対戦となった1911年や1913年のワールドシリーズでは、アスレチックスがジャイアンツに勝利している。

## 球団の歴史

### 創設 - 10万ドルの内野
フィラデルフィアは1830年代という古くから人々がタウンボール（ベースボールの原型）を楽しんでいた土地柄で、野球が普及し始めた1860年頃には、「アスレチック・ベースボール・クラブ」という強豪のアマチュアチームが活動し、ニューヨークやブルックリンのクラブに引けを取らない強さを誇っていた（フィラデルフィア・アスレチックス (1860-1876年)を参照）。1876年にチームが解散した後も、1882年にはアメリカン・アソシエーション（フィラデルフィア・アスレチックス (1882-1890年)）に、1890年にはプレイヤーズ・リーグ（フィラデルフィア・アスレチックス (1890-1891年)）にも同名のチームが誕生した。
現在のチームは1901年に創設され、同年に新興メジャーリーグとして誕生したアメリカンリーグに加盟した。チーム名はフィラデルフィアに本拠地を置くことが決まった際に上記チーム名を復活させたものである。
コロンビア・パークを本拠地とし、メンバーの多くは同じフィラデルフィアを本拠地としていたフィラデルフィア・フィリーズから移籍してきた選手で、発足1年目のチームとしては充実した戦力を誇っていた。特に看板選手だったナップ・ラジョイと、エースのチック・フレーザーの移籍の煽りを受けたフィリーズは弱体化し、以後長期にわたって低迷してしまうことになる。ラジョイはこの年打率.426と打ちまくり、アメリカンリーグの初代首位打者となった。翌1902年、移籍に絡む問題でフィリーズから訴えられたアスレチックスはラジョイをクリーブランドに放出、カブスにいたルーブ・ワッデルを獲得する。マックは奇行を繰り返すワッデルに手を焼いたが、その類いまれな奪三振能力を見抜いていた。アスレチックス移籍後のワッデルは6年連続リーグ最多奪三振、1905年のリーグ三冠投手（最多勝、最優秀防御率、最多奪三振）となるなど、1900年代のアスレチックスの主力投手となった。
1909年よりシャイブ・パークを本拠地とし、1909年から1914年は6年連続90勝以上でワールドシリーズ出場4回、ワールドチャンピオンに3回輝いた。マックが率いたメンバーは「10万ドルの内野陣」といわれた一塁手スタフィ・マッキニス、二塁手エディ・コリンズ、三塁手フランク・ベーカー、遊撃手ジャック・バリー。投手は殿堂入りコンビのエディ・プランク、チーフ・ベンダーが中心だった。
長く続くかと思われたアスレチックスの栄華は、選手の年俸高騰によりマックが緊縮財政に転換したことで、1915年に突如その終わりを迎えた。主力投手だったプランクとベンダーは、前年から運営されていたフェデラル・リーグへ放出され、チームの得点源だったエディ・コリンズもホワイトソックスへ移った。チームは機能しなくなり、アスレチックスは「前年リーグ優勝チームが次の年に最下位」という、不名誉な記録を作ることになる。

### 2度目の隆盛
2度目のチーム躍進への転機は1925年に訪れた。この年久々に88勝を挙げてシーズンを勝ち越すと、1927年から1932年に6年連続90勝以上、3年連続100勝以上を挙げるチームになった。この頃のメンバーは、投手では殿堂入りしたレフティ・グローブの他、以前の低迷期から投げてきたエディ・ロンメル、1929年から3年連続20勝を挙げたジョージ・アーンショーらが中心で、野手では捕手ミッキー・カクレーン、一塁手ジミー・フォックス、外野手アル・シモンズ、三塁手ジミー・ダイクスらが猛打を振るった。特にシモンズはマック監督のお気に入りとして知られている。1920年代後半は「殺人打線」のニューヨーク・ヤンキースの全盛期でもあったが、1929年から1931年のアスレチックスはそのヤンキースさえ凌駕する勢いでリーグを3連覇し、2度ワールドシリーズを制覇した。しかし1932年以降、オーナー兼任となっていたマックは再び緊縮財政をとり、高給化した上記の主力選手を次々に放出、チーム成績は再び低迷する。1950年にマックの時代は終わりを告げたが、チームが低迷を脱するのは更に20年先のことになる。

### フィンリーとマスターシュ・ギャング
成績の低迷が続き観客動員でも苦しむようになったアスレチックスは、1955年に本拠地をカンザスシティに移す。戦績は相変わらず伸びなかったが、移転1年目には初めて100万人を動員することができた。
シカゴの保険業をしていたチャーリー・O・フィンリーがアスレチックスを買収したのは1960年のことである。フィンリーは奇抜なアイデアを次々と出した。1963年には、黄色（公式には金色と呼称）のユニフォームを採用。それまで、MLBでもユニフォームといえば白・グレー・黒だけだっただけに、当時としては極めて斬新であった（のち1972年にはグリーンのユニフォームを採用）。1968年には本拠地をオークランドに移す。1970年代に入るとDH（指名打者）制を提案し、ア・リーグはこのフィンリーの案を満場一致で受け入れ、1973年よりDH制を採用した。当時、ワールドシリーズは全てデーゲームで行われていたが、初めてナイトゲームで開催。他にも、「四球」ではなく「三球」で出塁というルールや、カラーボールの採用を提案し、オープン戦では実行したが、受け入れられなかった。また、この当時すでに地元メディアにインターリーグの構想を提唱していた。チームにおいても、選手に長髪と口ひげを伸ばすことを奨励。童顔だったロリー・フィンガースはカイゼル髭を蓄えた。
2地区制が始まった1969年以降、チームは長かった低迷期を脱しつつあった。1971年には初の地区優勝、ディック・ウィリアムズらがチームを率いた1972年から1974年にはワールドシリーズ3連覇を成し遂げた。6度の盗塁王に輝いたバート・キャンパネリス、強打者レジー・ジャクソンが攻撃の中心だったが、一方で充実した投手陣を要し、キャットフィッシュ・ハンター、ヴァイダ・ブルー、ケン・ホルツマンの3本柱にクローザーのローリー・フィンガーズ擁する投手陣は安定感抜群であった。いかつい顔つきに性格も荒っぽい選手が揃い、皆口ひげを蓄えていたことから、チームは「マスターシュ（口ひげ）・ギャング」として恐れられた。
この頃フリーエージェント制の導入もあり、選手の年俸が高騰。最初のFA移籍となったキャットフィッシュ・ハンターがヤンキースに移籍したのを引き金に、レジー・ジャクソンらの主力選手も次々と高給を求めて移籍。また、ヴァイダ・ブルーらも放出し、チームは低迷して人気も下がり、フィンリーはチームを運営する情熱を失い、オーナー職を下りた。

### バッシュブラザーズ
1980年にビリー・マーチンを監督に迎え、リック・ラングフォード、マット・キーオ、スティーブ・マッカーティーら先発陣の踏ん張りで1981年にリーグ西地区の優勝を果たした。しかし、翌1982年は前年と同じ顔ぶれの先発投手陣が軒並み調子を落とし、マーチンの時代は長続きしなかった。この先発陣の不振はマーチンの『完投主義』が先発投手に大きな負担を与えたことが原因とされ、以後MLB全体に継投主体の投手起用や先発投手の球数制限などが普及するきっかけとなった。現に1981年のアスレチックスは109試合で60完投と、多くても30程度だった他チームの2倍近い完投数を記録していた。
1986年にトニー・ラルーサを監督に迎える。時を同じくしてチームには若手が次々と台頭し、ホセ・カンセコ、マーク・マグワイア、ウォルト・ワイスとチームは3年続けて新人王を輩出する。1988年から1990年には3年連続90勝以上で3度のワールドシリーズ出場を果たし、1989年にはオークランドの対岸にあるサンフランシスコ・ジャイアンツとのベイブリッジシリーズとなったワールドシリーズを制覇した。打の中心はカンセコ、マグワイアのバッシュブラザーズに、史上最高のリードオフマンと言われるリッキー・ヘンダーソン。投手陣はデーブ・スチュワート、ボブ・ウェルチ、マイク・ムーア 、デニス・エカーズリーと先発3本柱とクローザーはリーグ屈指であった。

### 「マネーボール」時代
1990年代以降はまたも主力選手放出や引退で低迷、球団の予算も限られる中、2000年代に入るとビリー・ビーンGMのもとセイバーメトリクスを導入したドラフト戦略や若手選手の育成が奏功し、プレーオフの常連となるなど強豪の一角に返り咲いた。2001年と2002年にはリーグ最低レベルの年俸総額ながら2年連続でシーズン100勝を達成した。なお、これらの改革と躍進を描いたノンフィクション『マネー・ボール』、さらに同書を映画化した「マネーボール」がいずれもヒットした。
一方でこうして主力に育った選手を他チームに放出し、若手有望株を獲得し育成といったことを繰り返している。黄金期を支えたティム・ハドソンやバリー・ジト、マーク・マルダーの放出で獲得したダン・ヘイレンら若手投手が躍進したが、いずれも他球団へ移籍した。
2007年には9年ぶりに勝率5割を割るなど成績も低迷。
2009年にはマット・ホリデイらを獲得するなど積極的な補強を行ったが、故障者が続出し開幕から低迷するとホリデイも7月にトレードで放出。11年ぶりの地区最下位に転落し、観客動員は30球団で最低の140万8783人（1試合平均1万7392人）まで落ち込んだ。

### 2010年代
2010年はDRSを重視した補強に乗り出し、それまで消極的だった盗塁やバントを戦術に組み込むなどチーム編成に変化が生まれ、勝率5割ながらも地区2位に浮上した。
2011年はデビッド・デヘスース、ジョシュ・ウィリンガム、松井秀喜などを補強、ブライアン・フエンテス、グラント・バルフォアなどのリリーフ投手も獲得したが低迷し、地区3位に終わった。
オフにはデヘスースがシカゴ・カブス、ウィリンガムがミネソタ・ツインズへそれぞれFAで移籍。他にもトレバー・ケーヒルとクレイグ・ブレスロウをアリゾナ・ダイヤモンドバックスへ、ジオ・ゴンザレスをワシントン・ナショナルズへ、クローザーのアンドリュー・ベイリーとライアン・スウィーニーをボストン・レッドソックスにそれぞれトレードで放出したが、それと引き換えに多くの若手有望株を獲得したためマイナー組織を充実させることに成功した。
2012年2月13日には、キューバから亡命したヨエニス・セスペデスを4年契約総額3600万ドルで獲得。亡命キューバ人として過去最高額での入団となり話題となった。
レギュラーシーズンでは、6月末時点で地区首位だったテキサス・レンジャーズに最大13ゲーム差をつけられていたが、10月1日からの直接対決3連戦に全勝（直前9月28日から30日までの対シアトル・マリナーズ3連戦と合わせて6連勝）し、逆転で6年ぶり15回目の地区優勝を果たした。13ゲーム差からの逆転はMLB史上5チーム目のことであり、シーズン残り9試合の時点で首位と5ゲーム差からの逆転優勝はMLB史上初のことであった。
オフの12月18日には埼玉西武ライオンズからMLB挑戦を目指していた中島裕之を獲得した。
2014年はエンゼルスに地区3連覇を阻止されたが、2連覇中の意地を見せ何とかワイルドカード2位で終える。しかし、29年間ポストシーズン進出経験のない中部地区2位のカンザスシティ・ロイヤルズとのワイルドカードゲームでは最大で4点あったリードを食い潰したのと、1試合でポストシーズン史上タイ記録の7個も盗塁されたのが祟り、逆転サヨナラ負けを喫した。
2018年はシーズン開幕時点で選手の年俸総額が30球団最下位となったが、チームは好調で6月から球宴前までに28勝7敗と大きく勝ち越した。そしてオールスター後はタンパベイ・レイズとシアトル・マリナーズとの熾烈なワイルドカード争いを制し6年振りのワイルドカード進出となった。しかしアメリカンリーグ東地区2位のニューヨーク・ヤンキースとのワイルドカードゲームで敗れた。この年はクリス・デービスが48本塁打を放ち本塁打王を獲得、メルビン監督も6年ぶりにAL最優秀監督に選ばれた。

### 2020年代
2020年はCOVID-19の影響で変則的なシーズンとなる中で7年ぶりに地区優勝を果たしたが、地区シリーズでヒューストン・アストロズに敗れた。オフにリアム・ヘンドリックス、マーカス・セミエンがFAとなった。
2021年はシーズン開幕前にデービスをトレードで放出した。一方でパドレスからFAとなっていたミッチ・モアランド、トレバー・ローゼンタールを獲得した。シーズンでは開幕5連敗を喫するなど不調だったが直後に13連勝するなどし、5月7日にレッドソックスと共にMLB最速でシーズン20勝を記録した。しかし、後半戦は疲労が蓄積した中継ぎ陣が打たれる場面が目立ち、勝率.486と失速。そのままプレーオフを逃した。オフには、マット・チャップマン、マット・オルソン、クリス・バシットなど主力を相次いで放出。大規模なファイヤーセールを行った。
後述のようにオークランドを離れる可能性が高まり、2022年の平均観客数は唯一1万人以下でMLB最下位となった。
後述のように2025年から2027年にかけてウェストサクラメントに暫定移転した後、2028年からはラスベガスの新球場に移転予定である。2025年からはチーム名から地名を削っている。

## 移転計画
オークランド・アラメダ・カウンティ・コロシアムがアメリカン・フットボール兼用で野球観戦に適していない、球場周辺の治安が悪いなどの理由でアスレチックスの観客動員は伸び悩んでいた。このため、以下のような様々な新球場計画が立案された。

### フリーモント移転計画
そこで球団は2011年を目処に、オークランドの南45キロほどにあるカリフォルニア州フリーモントに移転することを計画した。この計画では、フリーモントに約5億ドル（約600億円）をかけて3万から3万4000人程度収容の野球専用の新球場を建設する予定であった。
フリーモントはシリコン・バレーの東よりに位置する街で、IT企業に勤務する裕福な住民が多いとされる。サンフランシスコ・ジャイアンツのフランチャイズ地域であるサンノゼから30キロ程の近さに位置するが、フリーモント自体はオークランドと同じアラメダ郡のためアスレチックスのフランチャイズ地域である。
2006年11月14日、新球場の名前がシスコ・フィールド（Cisco Field）となることが発表された。名称はシスコシステムズとのネーミングライツ契約によるもの。契約期間は30年で、年間400万ドル（4億7000万円）を球団に支払うことになっていた。球場建設予定地はシスコ・システムズから購入した58万平方メートルの土地であった。
このように計画は着々と進められていたが2009年2月24日、移転が検討されていた地域の住民の反対などを理由に球団は移転中止を発表した。

### サンノゼ移転計画
フリーモント移転計画中止発表の2日後の2月26日、サンノゼがアスレチックス側と移転に向けての協議を開始することが報じられた。しかし、サンノゼを含むサンタクララ郡はサンフランシスコ・ジャイアンツのフランチャイズ地域であるため、ジャイアンツはアスレチックスのサンノゼ移転反対を表明した。
2010年8月、サンノゼ側が球団誘致活動を精力的に行っていることが明らかになった。ルー・ウルフ・オーナーはかねてから「サンノゼは最良の選択肢だ」と語っていたこともあり、移転問題の進展が期待されたがバド・セリグ・コミッショナーはジャイアンツとのフランチャイズ問題の解決が先決であると語った。

### オークランド新球場建設計画
2018年11月、球団は2023年以降に開場予定の新球場オークランドボールパークに移転することを発表した。これは、オークランドとサンフランシスコを結ぶベイブリッジ近郊のウォーターフロント地区である。
2019年10月、新球場の建設を巡り裁判、さらにはラスベガスに移転するのではという噂が出るようになった。アスレチックスは地元自治体の助成を受けて、現スタジアム近くのウォーターフロントに新球場を建設し、周辺一帯を所有、運営したい計画を持っていた。そのため現スタジアムの株を買い取ろうとし、一旦郡が持つ株を市に売却することを希望した。しかし地元紙のサンフランシスコ・クロニクルの報道によれば、アスレチックスの希望価格8500万ドルを市が拒否した。さらにオークランド市は郡が直接アスレチックスに株式の売却をすることをブロックするための訴えを起こし、裁判所はこれを認める略式命令を出した。
2021年5月、MLB機構は新球場建設が実現しなかった場合、オークランドからの本拠地移転を容認する方針を示した。

### ラスベガス移転計画
2023年4月、オークランド市はアスレチックスとの交渉を打ち切り、アスレチックスはラスベガスに球場建設用地を買収した。計画によれば新球場はT-モバイル・アリーナ近傍に建設され、15億ドルの建設費をかけて開閉式屋根と3万席を備え、新球場完成は2028年を予定している。建設のためには、ネバダ州の各自治体からあわせて5億ドルの資金が必要であるとされる。なお、アスレチックスは2024年をもってオークランド・アラメダ・カウンティ・コロシアムを離れ、新球場完成までの間となる2025年から2027年にかけてはウェストサクラメントにあるジャイアンツ傘下3Aチームの使用するサター・ヘルス・パークで試合を開催する。

## 海外遠征
2008年の春には、訪日してボストン・レッドソックスとの開幕戦を行った。また、開幕に先だって読売ジャイアンツと阪神タイガースとの親善試合も行った。
2012年の春にも、訪日してシアトル・マリナーズとの開幕戦を行った。また、開幕に先だって前回同様に読売ジャイアンツと阪神タイガースとの親善試合も行った。
2019年の春には、訪日してシアトル・マリナーズとの開幕戦を行った。また、開幕に先だって北海道日本ハムファイターズとの親善試合も行った。

## 選手名鑑

### アメリカ野球殿堂表彰者
- ディック・アレン(Dick Allen)
- ハロルド・ベインズ(Harold Baines)
- フランク・ベーカー(Frank Baker)
- チーフ・ベンダー(Chief Bender)
- オーランド・セペダ(Orlando Cepeda)
- タイ・カッブ(Ty Cobb)
- ミッキー・カクレーン(Mickey Cochrane)
- エディ・コリンズ(Eddie Collins)
- ジミー・コリンズ(Jimmy Collins)
- スタン・コベレスキ(Stan Coveleski)
- デニス・エカーズリー(Dennis Eckersley)
- ローリー・フィンガーズ(Rollie Fingers)
- エルマー・フリック(Elmer Flick)
- ネリー・フォックス(Nellie Fox)
- ジミー・フォックス(Jimmie Foxx)
- レフティ・グローブ(Lefty Grove)
- ウェイト・ホイト(Waite Hoyt)
- キャットフィッシュ・ハンター(Catfish Hunter)
- レジー・ジャクソン(Reggie Jackson)
- ジョージ・ケル(George Kell)

- トニー・ラルーサ (Tony La Russa)
- ナップ・ラジョイ(Nap Lajoie)
- トミー・ラソーダ (Tommy Lasorda)
- ウィリー・マッコビー(Willie McCovey)
- ジョー・モーガン(Joe Morgan)
- サチェル・ペイジ(Satchel Paige)
- デーブ・パーカー(Dave Parker)
- ハーブ・ペノック(Herb Pennock)
- エディ・プランク(Eddie Plank)
- ティム・レインズ(Tim Raines)
- アル・シモンズ(Al Simmons)
- イーノス・スローター(Enos Slaughter)
- トリス・スピーカー(Tris Speaker)
- ドン・サットン(Don Sutton)
- フランク・トーマス (Frank Thomas)
- ルーブ・ワッデル(Rube Waddell)
- ザック・ウィート(Zack Wheat)
- ビリー・ウィリアムズ(Billy Williams)
- リッキー・ヘンダーソン(Rickey Henderson)

### 永久欠番
| 番号 | 選手                                                | ポジション | 備考                 |
| ---- | --------------------------------------------------- | ---------- | -------------------- |
| 9    | レジー・ジャクソン (Reggie Jackson)                 | 外野手     | 2004年指定           |
| 24   | リッキー・ヘンダーソン (Rickey Henderson)           | 外野手     | 2009年指定           |
| 27   | キャットフィッシュ・ハンター (Catfish Hunter)       | 投手       | 1991年指定           |
| 34   | ローリー・フィンガーズ (Rollie Fingers)             | 投手       | 1993年指定           |
| 34   | デーブ・スチュワート (Dave Stewart)                 | 投手       | 2022年指定           |
| 42   | ジャッキー・ロビンソン (Jackie Robinson)            | 二塁手     | 全球団共通の永久欠番 |
| 43   | デニス・エカーズリー (Dennis Eckersley)             | 投手       | 2005年指定           |
| -    | ウォルター A・ハース・ジュニア (Walter A. Haas Jr.) | オーナー   | 1995年指定           |

### 歴代所属日本人選手
- 13 藪恵壹（2005年）
- 1 岩村明憲（2010年）
- 55 松井秀喜（2011年）
- 37 岡島秀樹（2013年）
- 11 藤浪晋太郎（2023年）

## フィラデルフィア野球殿堂
1978年に設立され、アスレチックスとフィラデルフィア・フィリーズの選手を表彰している。
アスレチックスからは25人が殿堂入りを果たしている。

### 殿堂入り表彰者
- コニー・マック（1978年）
- ジミー・フォックス（1979年）
- レフティ・グローブ（1980年）
- アル・シモンズ（1981年）
- ミッキー・カクレーン（1982年）
- ジミー・ダイクス（1984年）
- エディ・プランク（1985年）
- ルーブ・ワッデル（1986年）
- エディ・コリンズ（1987年）
- ウォーリー・モーゼス（1988年）
- ボブ・ジョンソン（1989年）
- エルマー・バロ（1990年）

- チーフ・ベンダー（1991年）
- ジャック・クーンズ（1992年）
- フランク・ベーカー（1993年）
- ボビー・シャンツ（1994年）
- エディ・ジュースト（1995年）
- エディ・ロメル（1996年）
- ファーリス・フェイン（1997年）
- ビング・ミラー（1998年）
- サム・チャップマン（1999年）
- ジョージ・アーンショウ（2000年）
- ガス・ザーニアル（2001年）
- ルーブ・ウォルバーグ（2002年）
- ルーブ・オールドリング（2003年）

## アスレチックス野球殿堂
2018年に設立され、現在12人が殿堂入りを果たしている。

### 殿堂入り表彰者
- デニス・エカーズリー（2018年）
- ローリー・フィンガーズ（2018年）
- リッキー・ヘンダーソン（2018年）
- キャットフィッシュ・ハンター（2018年）
- レジー・ジャクソン（2018年）
- デーブ・スチュワート（2018年）
- チャーリー・O・フィンリー（2018年）
- ヴァイダ・ブルー（2019年）
- バート・キャンパネリス（2019年）
- ウォルター・A・ハース・ジュニア（2019年）
- トニー・ラルーサ（2019年）
- マーク・マグワイア（2019年）

## 傘下マイナーチーム
| クラス | チーム                                                                          | 参加リーグ                                            | 提携   | 本拠地                                                        |
| ------ | ------------------------------------------------------------------------------- | ----------------------------------------------------- | ------ | ------------------------------------------------------------- |
| AAA    | ラスベガス・アビエイターズ Las Vegas Aviators                                   | パシフィックコーストリーグ Pacific Coast League       | 2019年 | ネバダ州クラーク郡サマリン ラスベガス・ボールパーク           |
| AA     | ミッドランド・ロックハウンズ Midland Rockhounds                                 | テキサスリーグ Texas League                           | 1999年 | テキサス州ミッドランド シティバンク・ボールパーク             |
| High-A | ランシング・ラグナッツ Lansing Lugnuts                                          | ミッドウェストリーグ Midwest League                   | 2013年 | ミシガン州ランシング ジャクソン・フィールド                   |
| Low-A  | ストックトン・ポーツ Stockton Ports                                             | カリフォルニアリーグ California League                | 2005年 | カリフォルニア州ストックトン バナー・アイランド・ボールパーク |
| Rookie | アリゾナ・コンプレックスリーグ・アスレチックス Arizona Complex League Athletics | アリゾナ・コンプレックスリーグ Arizona Complex League | 1988年 | アリゾナ州フェニックス パパゴ・パーク・スポーツファクトリー   |
| Rookie | ドミニカン・サマーリーグ・アスレチックス Dominican Summer League Athletics      | ドミニカン・サマーリーグ Dominican Summer League      | 1989年 | ドミニカ共和国 アスレチックス・コンプレックス                 |